# 初村謙一郎
初村 謙一郎（はつむら けんいちろう、1954年（昭和29年）2月19日 - ）は、日本の政治家（元衆議院議員）。長崎県長崎市出身。父は元参議院議員の初村滝一郎。

## 経歴
1976年明治大学政経学部卒。1979年南カリフォルニア大学大学院修士課程終了。1984年より長崎県議会議員を2期務め（自民党）、1990年（平成2年）の総選挙に長崎1区から自民党公認で立候補し、落選。1993年の総選挙に日本新党から立候補して初当選。日本新党組織委員長。細川護煕の側近として活動し、翌年新進党の結成に参加した。
1995年の参院選に際しては、後にオレンジ共済組合事件を引き起こす年金党の友部達夫から巨額の政治資金を受け取り、その見返りとして友部を比例区の名簿に上位登載者として登録した。
1996年（平成8年）の総選挙で長崎2区から立候補したが、自民党の久間章生に破れて落選した。
南カリフォルニア大学の留学仲間に安倍晋三・加計孝太郎らがいる。